# Dorney Lake

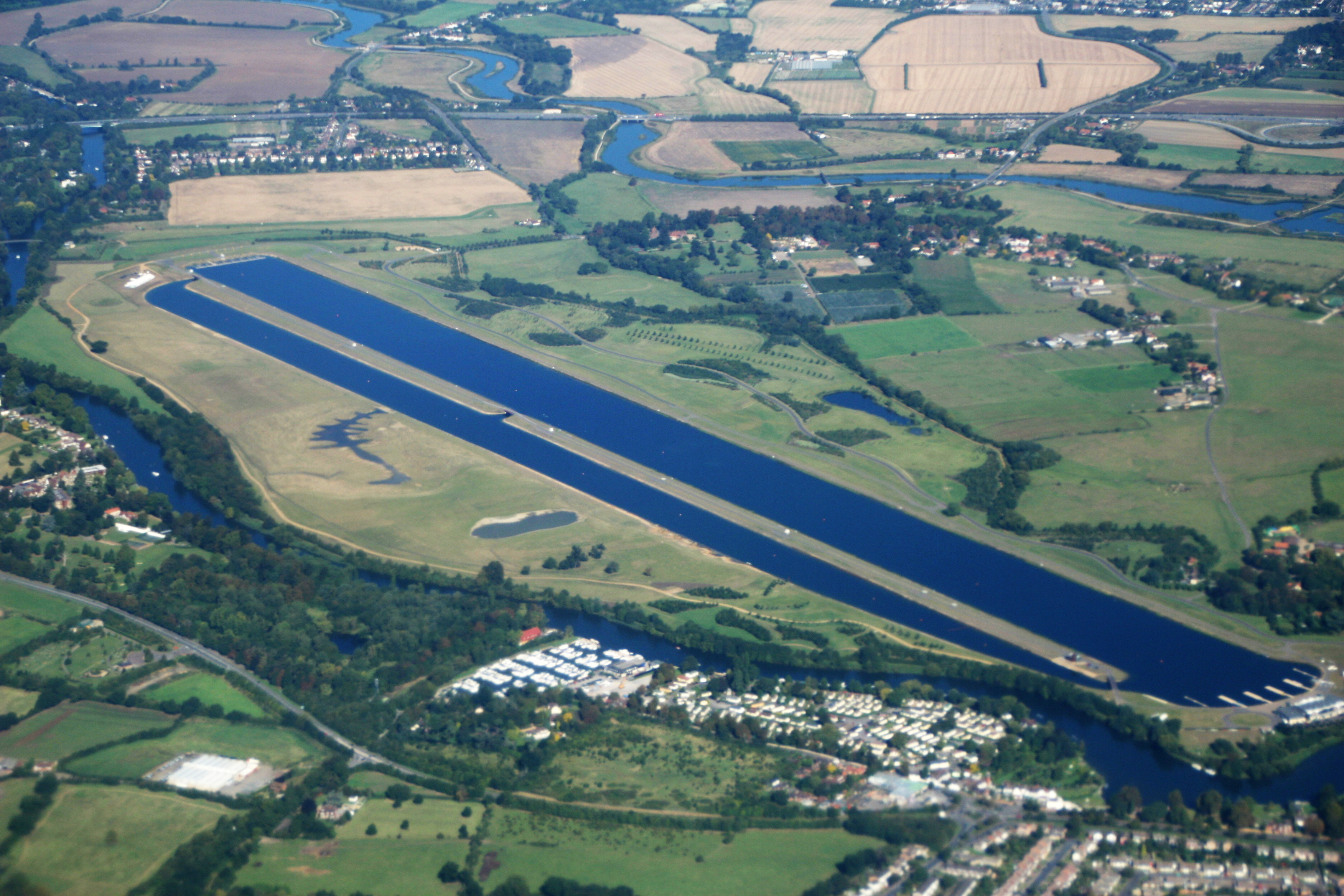
Vy över Dorney Lake

Dorney Lake är en konstgjord roddbana och sjö som är belägen vid byn Dorney i det engelska grevskapet Buckinghamshire. Roddbanan anlades mellan 1996 och 2006 på initiativ av privatskolan Eton College, som är också roddbanans ägare. Dorney Lake kallades även Eton Dorney under olympiska sommarspelen 2012.
Dorney lake sträcker sig 2 200 meter på längden och har åtta banor.

## Evenemang
2006 hölls världsmästerskapet i rodd där och under de olympiska sommarspelen 2012 hölls där tävlingarna i rodd och i kanotsport.